# (2088) Sahlia
(2088) Sahlia – planetoida z pasa głównego asteroid okrążająca Słońce w ciągu 3 lat i 103 dni w średniej odległości 2,21 au. Została odkryta 27 lutego 1976 roku przez Paula Wilda. Przed nadaniem nazwy planetoida nosiła oznaczenie tymczasowe (2088) 1976 DJ.